# Diviziunea de recensământ 16, Alberta
Diviziunea de recensământ din provincia canadiană Alberta cuprinde:
- Specialized municipalities (Teritorii speciale)
  - Regiunea Wood Buffalo, Alberta
    - Centru de servicii urbane: Fort McMurray
- Indian reserves (Rezervații indiene)
  - Allison Bay 219
  - Charles Lake 225
  - Chipewyan 201
  - Chipewyan 201A
  - Chipewyan 201B
  - Chipewyan 201C
  - Chipewyan 201D
  - Chipewyan 201E
  - Chipewyan 201F
  - Chipewyan 201G
  - Clearwater 175
  - Collin Lake 223
  - Cornwall Lake 224
  - Devil's Gate 220
  - Dog Head 218
  - Fort McKay 174
  - Gregoire Lake 176
  - Gregoire Lake 176A
  - Janvier 194
  - Namur Lake 174B
  - Namur River 174A
  - Old Fort 217
  - Sandy Point 221
  - Thabacha Náre 196A
  - Thebathi 196